# Кузовлёво (деревня, Москва)
Кузовлёво — деревня в Троицком административном округе Москвы  (до 1 июля 2012 года в составе Подольского района Московской области). Входит в состав района Вороново.

## Население
Согласно Всероссийской переписи, в 2002 году в деревне проживало 9 человек (3 мужчины и 6 женщин). По данным на 2005 год в деревне проживало 5 человек.
| 2002 | 2006 | 2010 |
| ---- | ---- | ---- |
| 9    | ↘5   | ↗13  |

## Расположение
Деревня Кузовлёво расположена у границы с Калужской областью примерно в 44 км к юго-западу от центра города Подольска и в 80 километрах от Москвы. Ближайший населённый пункт — деревня Чернишня. Рядом протекает река Черничка.
До деревни ходят автобусы от станции Подольск Курского направления МЖД (маршрут 1050) и от станции метро «Ольховая» и «Тёплый Стан» (маршрут е142).

## История
Деревня Кузовлёво получило название по фамилии. В 1812 году в районе деревни произошёл Тарутинский бой между русскими войсками под командованием фельдмаршала Кутузова и французскими войсками маршала Мюрата. В ноябре-декабре 1941 года в районе деревни проходила линия обороны Москвы. За высоту у деревни Кузовлёво шли ожесточённые бои.
В память о Тарутинском сражении в деревне Кузовлёво установлен обелиск. В деревне находится мемориал воинской славы и братская могила советских воинов, погибших в Битве за Москву.